# Phare de Mánáreyjar
Le phare de Mánáreyjar (en islandais : Mánáreyjaviti í Háey) est un phare situé dans la région de Norðurland eystra sur l'île de Mánáreyjar.